# NGC 1997
NGC 1997 (другое обозначение — ESO 86-SC1) — рассеянное скопление в созвездии Золотой Рыбы, расположенное в Большом Магеллановом Облаке. Открыто Джоном Гершелем в 1834 году. Возраст скопления составляет около 2,6 миллиардов лет, металличность — 20% как по железу, так и по всем элементам тяжелее гелия.
Этот объект входит в число перечисленных в оригинальной редакции «Нового общего каталога».